# Башня Аль-Хамра
Башня Аль-Хамра — 414-метровый 77-этажный небоскрёб, по состоянию на 2015 год являющийся самым высоким зданием Кувейта, 16-м по высоте в Азии и 34-м по высоте в мире. Проект разработан архитектурной компанией Skidmore, Owings and Merrill.

## Функциональность
Пять этажей здания занимает торговый центр площадью 23 000 м2. Кроме того, в башне расположены 98 000 м2 офисных и коммерческих площадей, зрительный зал, спортивно-оздоровительный клуб, десятизальный кинотеатр, ресторан на крыше и 11-этажная парковка.

## Архитектурное решение
Башня Аль-Хамра необычна своей асимметричной формой, напоминающей развевающиеся одежды. Такая форма здания преследует не только эстетические, но и практические цели, обеспечивая оптимальный обзор. Здание облицовано плитами из юрского известняка по системе Fischer. Закругленные углы башни выложены мозаикой из того же материала. Камень облицовки выполняет функции теплоизолятора, защищая здание от перегрева. На создание этой башни потребовалось 500 тысяч тонн цемента.

## Награды
- 2008: Chicago Athenaeum — American Architecture Award
- 2008: Chicago Athenaeum — International Architecture Award
- 2008: MIPIM/Architectural Review — MIPIM Future Project Award: Overall
- 2008: MIPIM/Architectural Review — MIPIM Future Project Award: Tall Buildings
- 2007: Miami Architectural Bienal — Bronze Unbuilt Project